# Calzada de Calatrava
Calzada de Calatrava és una localitat de la província de Ciudad Real, en la comunitat autònoma de Castella - la Manxa, Espanya. És al sud de la capital provincial, encreuament de camins entre les carreteres autonòmiques CM-410 i CM-417. Limita al nord amb Granátula de Calatrava, a l'est amb Viso del Marqués, al sud amb San Lorenzo de Calatrava i a l'oest amb Aldea del Rey i Villanueva de San Carlos. Prop de la localitat hi ha el Castell de Calatrava la Nova i les ruïnes del seu turó convent del segle xiii, i el Castell de Salvatierra d'origen musulmà. La seva activitat agrícola és cultius de regadiu (patata) i de secà (cereals, vinya, olivera...).
És el poble natal del director de cinema Pedro Almodóvar.